# Lijst van voetbalclubs - A
Dit is een lijst van voetbalclubs met als beginletter een A.
- Aalborg Boldklub
- Aalesunds FK
- Aarhus GF
- FC Aarau
- Abahani Limited Dhaka
- Aberdeen
- Aberystwyth Town FC
- FK Absheron
- AC Horsens
- Académica Coimbra
- Accra Hearts of Oak SC
- Adana Demirspor
- Adıyamanspor
- FC Admira Wacker Mödling
- ADO Den Haag
- Agios Nikolaos
- AGOVV
- FK Ağsu
- LR Ahlen
- AIK Fotboll
- Airdrie United
- AC Ajaccio
- Ajax
- Ajax Cape Town
- FC Ajax Lasnamäe
- Ajman Club
- Akademija Pandev
- Akademisk Boldklub
- Akçaabat Sebatspor
- Al Ahed
- Al-Ahli
- Al-Ahli
- Al-Ahli
- Al Ain
- Al-Arabi
- Al-Batin
- Al Dhafra
- Al-Duhail
- Al-Ettifaq
- Al-Faisaly
- Al-Fateh
- Al-Fujairah
- Al-Gharafa
- Al Hala
- Al-Hazm Rass
- Al-Hilal
- Al-Hilal Club
- Al-Ittihad Alexandria
- Al Ittihad Tripoli
- Al-Jazira
- Al Kharaitiyat
- Al-Khor
- Al-Merreikh
- Al-Muharraq
- Al-Nahda
- Al-Najma
- Al-Nasr
- Al-Nassr
- Al-Qadisya
- Al-Raed
- Al-Rayyan
- Al-Riffa
- Al-Riyad
- Al-Sadd
- Al-Sailiya
- Al-Shabab
- Al-Shabab
- Al-Shabab
- Al-Shahania
- Al-Shamal
- Al Taawoun
- Al-Wahda
- Al-Wahda
- Al-Wakrah
- Al-Wasl
- Alanyaspor
- Alavés
- Alaj Oš
- Albacete
- UC Albinoleffe
- Albion Rovers
- Aldershot Town
- Alemannia Aachen
- Alemannia Wacker Berlin
- Alemannia Breslau
- Alga Bisjkek
- Alki Larnaca
- AC Allianssi Vantaa
- Almere City FC
- UD Almería
- Altai Semey
- Altay Izmir
- FK Ameri
- América Managua
- SC Amersfoort
- Amiens SC
- Amkar Perm
- Amnokgang Sports Club
- BVC Amsterdam
- FC Amsterdam (betaaldvoetbalclub)
- FC Amsterdam (amateurvoetbalclub)
- Anderlecht
- FC Andorra
- Angerlo Vooruit
- Angers SCO
- Angoesjt Nazran
- Ankaragücü
- Ankaraspor
- Anorthosis Famagusta FC
- Anse Réunion FC
- Antalyaspor
- Antigua GFC
- Antwerp FC
- Apoel Nicosia
- Apollon Limassol FC
- Apolonia Fier
- APR FC
- 25 April Sports Club
- Aqtöbe FK
- Araks Ararat
- Ararat Jerevan
- Arbroath FC
- Arda Kardzjali
- Arendal Fotball
- Aris Limassol
- Argentinos Juniors
- Argeș Pitești
- Argja Bóltfelag
- FC Arlon
- Arminia Bielefeld
- Arnett Gardens FC
- Arsenal
- Arsenal Česká Lípa
- Arsenal Tivat
- Arsenal Toela
- Arsinspor
- Asante Kotoko
- Ascoli
- Asenovets
- ASFAN
- FK Aşgabat
- Ashdod SC
- Astana-1964 FK
- Astana FK
- Aston Villa
- Atalanta Bergamo
- SV Athena
- AEK Athene
- Athletic Bilbao
- Atıraw FK
- Atlètic Club d'Escaldes
- Atlanta United FC
- Atlantas Klaipėda
- Atlantis FC Helsinki
- Atletas Kaunas
- Atlético Madrid
- Atlético Mineiro
- Atlético Olympic
- Atlético Ottawa
- Atlético Paranaense
- Åtvidabergs FF
- Auckland City FC
- FC Erzgebirge Aue
- FC Augsburg
- Aurora FC
- Austria Lustenau
- Austria Wien
- Auxerre
- Avaí FC
- Avangard Koersk
- Ayr United
- Ayre United AFC
- AZ
- Azam FC

A · B · C · D · E · F · G · H · I · J · K · L · M · N · O · P · Q · R · S · T · U · V · W · X · Y · Z